# El doble
El doble (en ruso: Двойник, transliterado como Dvoinik) es la segunda novela escrita por Fiódor Dostoyevski (después de Pobres gentes). Fue publicada el 30 de enero de 1846 en la revista literaria Anales patrios (Отечественные записки, Otéchestvennyie zapiski). Posteriormente fue reeditada y republicada por Dostoyevski en 1866. No tuvo una gran acogida, pues se la vio como un intento mal logrado de copiar a Nikolái Gógol, ya que ambos trataban el tema de un funcionario público golpeado por la maquinaria del estado y la alta sociedad.

## Argumento

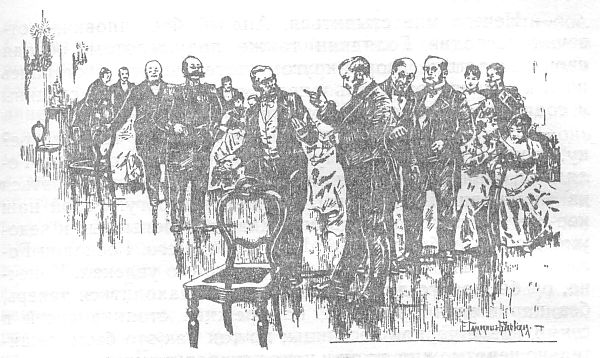
Ilustración de Elena Samokish-Sudkovskaya para la novela "El doble" de Fiódor Dostoievski. 1895.

La obra gira en torno a la vida de un funcionario del Estado ruso, Yákov Petróvich Goliadkin, cuando al ser rechazado en una comida que ofrecía su jefe por el cumpleaños de su hija, su personalidad se «parte» llevando adelante una despiadada lucha interna que enfrenta a un (super) Goliadkin con la realidad (el Goliadkin de carne y hueso).
La obra contiene aspectos burocráticos y existencialistas, mientras aborda el tema de la libertad con un tono irónico y malvado. El doble no es más que la libertad manifestada en el deseo, el desenfreno y el engaño.